# Thomas Corwin
Thomas Corwin (Bourbon megye, 1794. július 29. – Washington, 1865. december 18.) az Amerikai Egyesült Államok szenátora (Ohio, 1845–1850).